# Tipula (Acutipula) jocosa
Tipula (Acutipula) jocosa is een tweevleugelige uit de familie langpootmuggen (Tipulidae). De soort komt voor in het Afrotropisch gebied.